# گریس بالسدون
گریس بالسدون (انگلیسی: Grace Balsdon؛ زادهٔ ۱۳ آوریل ۱۹۹۳) بازیکن هاکی روی چمن اهل بریتانیا است. او عنوان مدافع برای باشگاه هاکی ایست گرینستد و تیم‌های ملی انگلیس و بریتانیای کبیر بازی می‌کند.

## حرفه بین المللی
در سال ۲۰۱۶، بالسدون به عنوان مدافع تیم هاکی روی چمن دانشگاه مریلند بازی کرد و به عنوان بازیکن دفاعی سال بیگ تن، عضو منتخب انجمن ملی مربیان هاکی روی چمن آمریکا، عضو تیم اول بیگ تن و سه بار بازیکن دفاعی هفته بیگ تن انتخاب شد.
در المپیک تابستانی توکیو ۲۰۲۰، بالسدون گل پیروزی‌بخش بازی را برای بریتانیای کبیر به ثمر رساند تا مدال برنز هاکی روی چمن زنان را از آن خود کند.